# برنیس لپ
برنیس لپ (به انگلیسی: Bernice Lapp) (زادهٔ ۱۱ سپتامبر ۱۹۱۷) شناگر اهل ایالات متحده آمریکا است.